# فريد الأكبارلي
فريد الأكبارلي (3 يناير 1964 - 7 أبريل 2021) باحث أذربيجاني، يحمل شهادة دكتوراه وهو أستاذ في التاريخ، متخصص في مجال تاريخ العلوم وعلم الثقافة والمخطوطات الطبية في العصور الوسطى، ورئيس قسم المعلومات والترجمة في معهد مخطوطات من الأكاديمية الوطنية الأذربيجانية للعلوم، ورئيس الجمعية الأذربيجانية للمؤرخين الطبيين، والمندوب الوطني من أذربيجان إلى الجمعية الدولية لتاريخ الطب، ومؤلف أكثر من 200 عمل علمي وتعليمي بما في ذلك 23 كتابًا وكتيبات باللغات الأذرية التركية والروسية والإنجليزية والألمانية والإيطالية.
الأكبرلي كان باحثًا مهمًا في تاريخ الطب في أذربيجان. في عام 2005 أنشأ الأكبارلي أول جمعية حول تاريخ الطب في هذا البلد، وهي الجمعية الأذربيجانية للمؤرخين الطبيين، ونظمت في باكو أول مؤتمرات علمية في هذا المجال في 2005 و2006.
كان الأكبارلي مؤلفًا لأول كتاب باللغة الإنجليزية عن تاريخ الطب والمخطوطات الطبية في أذربيجان القديمة والعصور الوسطى. وهو أيضًا مؤلف للعديد من الكتب باللغتين الأذرية والروسية، حيث تم بحث العديد من مشاكل تاريخ الطب والمخطوطات الطبية في العصور الوسطى.
في 2004-2005 كان مسؤولاً عن برنامج ذاكرة العالم لليونسكو في معهد المخطوطات في باكو. في 29 يوليو 2005 أدرجت اليونسكو رسميًا ثلاث مخطوطات طبية من العصور الوسطى من معهد المخطوطات التابع للأكاديمية الوطنية الأذربيجانية للعلوم في سجل برنامج ذاكرة العالم، والذي يتضمن أكثر الآثار المكتوبة غرابة والتي لا يمكن الاستغناء عنها.
في 2011-2013 كان أول باحث أذربيجاني عمل لفترة طويلة في أرشيف الفاتيكان السري وفي مكتبة الفاتيكان الرسولية، حيث تم اكتشاف مخطوطات ثمينة من العصور الوسطى تتعلق بأذربيجان.